# Laosz uralkodóinak listája
Az alábbi lista Laosz uralkodóit tartalmazza.

## Lan Szang Királyság (1353–1706)
Lan Szang (Lan Xang) államot 1353-ban alapította Pagnafangum, és 1707-ben esett szét.
| Uralkodó                                   | Uralkodott              | Neve átírásban | Megjegyzés                                            |
| ------------------------------------------ | ----------------------- | -------------- | ----------------------------------------------------- |
| Pagnafangum (*1316)                        | 1353–1371, †1393        |                |                                                       |
| Szamszaenthai (*1356)                      | 1371 – †1417            |                |                                                       |
| Lan Kham Daeng (*1386)                     | 1417 – †1428            |                |                                                       |
| Phommathat                                 | 1428 – †1429            |                |                                                       |
| Jukhon                                     | 1429, †1430             |                |                                                       |
| Konekham                                   | 1430 – †1432            |                |                                                       |
| Khamtam                                    | 1432-ben, †1432         |                |                                                       |
| Lue Szai                                   | 1432 – †1433            |                |                                                       |
| Khai Bua Ban                               | 1433 – †1436            |                |                                                       |
| Kham Koert                                 | 1436 – †1438            |                |                                                       |
| Keo Phim Fa (*1343)                        | 1438-ban, †1438         |                |                                                       |
| Interregnum 1438–1441                      |                         |                |                                                       |
| Szai Tia Kaphut (*1415)                    | 1441–1479, †1481        |                |                                                       |
| Szuvanna Ban Lang (*1455)                  | 1479 – †1485            |                |                                                       |
| La Sen Thai Puvanart (*1462)               | 1485 – †1495            |                |                                                       |
| Szomphu (*1486)                            | 1495–1500, †1501        |                |                                                       |
| Viszunharat Thipath (*1465)                | 1500 – †1520            |                |                                                       |
| Pho Thiszarath (*1505)                     | 1520 – †1548. augusztus |                |                                                       |
| I. Szai Szetthathirath (*1534. január 24.) | 1548 – †1571            |                |                                                       |
| No Koe Kuman (*1571)                       | 1571–1572, ld. alább    |                |                                                       |
| Phra Nga Szen Szulintara Luszai (*1511)    | 1572–1575, ld. alább    |                |                                                       |
| I. Voravongsze                             | 1575 – †1579            |                |                                                       |
| Phra Nga Szen Szulintara Luszai (2x)       | 1580 – †1582            |                |                                                       |
| Nakhon Noi                                 | 1582-ben, †?            |                |                                                       |
| Interregnum 1582–1591                      |                         |                |                                                       |
| No Koe Kuman (2x)                          | 1591 – †1596            |                |                                                       |
| II. Voravongsze (*1585)                    | 1596 – †1621            |                |                                                       |
| I. Upajuvaradzsa (*1597)                   | 1621 – †1622            |                |                                                       |
| II. Pho Thiszarath (*1585)                 | 1623 – †1627            |                |                                                       |
| Mom Kaeo                                   | 1627 – †1633            |                |                                                       |
| II. Upajuvaradzsa                          | 1633 – †1637            |                | Más néven: Ton Kham.                                  |
| Vikszai                                    | 1637 – †1638            |                |                                                       |
| Szulingvongsze (*1618)                     | 1638 – 1690, †1694      |                |                                                       |
| Tian Thala                                 | 1690–1695, †1696        |                |                                                       |
| Nan Tharat                                 | 1695 – †1698            |                |                                                       |
| II. Szai Setthathirath (*1685)             | 1698–1706, ld. alább    |                | 1707-től már csak Vientiane királya 1730-as haláláig. |

## Szétesés korszaka
Az egységes birodalom szétesett, helyette 3 állam jött létre.

### Tjampatszak Királyság, majd Hercegség (1713–1904)
A Tjampatszak Királyság egy államalakulat volt Laosz déli részén, mely 1713-ban jött létre a Lanszang királyság szétesésekor. A 18. század első felében még virágzó ország a század végére Sziám vazallus államává vált. 1893-ban francia uralom alá került és közigazgatási egységgé vált, de az uralkodó család megtarthatta néhány kiváltságát. Tjampatszak1946-ban szűnt meg, amikor létrejött az egységes Laoszi Királyság.
| Uralkodó                     | Uralkodott                 | Neve átírásban | Megjegyzés                           |
| ---------------------------- | -------------------------- | -------------- | ------------------------------------ |
| Soi Sisamouth (*1693)        | 1713 – †1738               |                |                                      |
| Sayakumane (*1710)           | 1738 – †1791               |                | 1780-tól csak mint herceg uralkodik. |
| Fay Na                       | 1791 – †1811               |                |                                      |
| Nu                           | 1811-ben, †1811            |                |                                      |
| Interregnum 1811–1813        |                            |                |                                      |
| Manoi                        | 1813 – †1821               |                |                                      |
| Yoh                          | 1821 – †1826               |                |                                      |
| Huy (*1780)                  | 1826 – †1840               |                |                                      |
| Nark (*1776)                 | 1841 – †1850               |                |                                      |
| Boua                         | 1851-ben, †1853            |                |                                      |
| Interregnum 1851–1855        |                            |                |                                      |
| Kham Nai (*1830)             | 1855 – †1858               |                |                                      |
| Interregnum 1858–1862        |                            |                |                                      |
| Kham Souk (*1838)            | 1862 – †1900. július 28.   |                |                                      |
| Bun Laphan Ratsadany (*1874) | 1900–1904, †1945 novembere |                |                                      |

### Vientián Királyság (1707–1828)
| Uralkodó                      | Uralkodott                   | Neve átírásban | Megjegyzés |
| ----------------------------- | ---------------------------- | -------------- | ---------- |
| II. Sai Setthathirath (*1685) | 1707 – †1730                 |                |            |
| Ong Long                      | 1730 – †1767                 |                |            |
| Bunsan                        | 1767–1778, ld. alább         |                |            |
| Interregnum 1778–1780         |                              |                |            |
| Bunsan (2x)                   | 1780 – †1781 novembere       |                |            |
| Nanthesan                     | 1781 – †1795 júniusa/júliusa |                |            |
| Inthavong                     | 1795 – †1805. február 7.     |                |            |
| Anuvong (*1767)               | 1805–1828, †1829. január 26. |                |            |

### Luangprabang Királyság (1707–1949)
| Uralkodó                           | Uralkodott                     | Neve átírásban | Megjegyzés |
| ---------------------------------- | ------------------------------ | -------------- | ---------- |
| Kitsarath                          | 1707 – †1713                   |                |            |
| Ong Kham                           | 1713–1723, †1759               |                |            |
| Inta Som                           | 1723 – †1749                   |                |            |
| Inta Pom                           | 1749-ben, †1776                |                |            |
| Sotika Kuman                       | 1749–1768, †1771               |                |            |
| II. Suriyavong                     | 1768 – †1791                   |                |            |
| Interregnum 1791–1792              |                                |                |            |
| Anurut (*1737)                     | 1792–1817, †1818. december 31. |                |            |
| Manthatulat (*1772)                | 1817 – †1837. március 7.       |                |            |
| Sukaseum (*1797)                   | 1837 – †1850. szeptember 23.   |                |            |
| Tiantha (*1797 k.)                 | 1850 – †1870. augusztus        |                |            |
| Oun Kham (*1811)                   | 1870 – †1895. december 15.     |                |            |
| Szakkalin (*1840. július 16.)      | 1895 – †1904. március 25.      |                |            |
| Sziszavangvong (*1885. július 14.) | 1904–1949, ld. alább           |                |            |

## Egységes laoszi királyság (1949–1975)
| Portré | Uralkodó                                                 | Uralkodott | Neve átírásban | Megjegyzés |
| ------ | -------------------------------------------------------- | ---------- | -------------- | ---------- |
|        | Sziszavangvong * 1885. július 14. † 1959. október 29.    | 1949–1959  |                |            |
|        | Szavangvatthana * 1907. november 13. † 1980 márciusa (?) | 1959–1975  |                |            |